# Воррен Баффет

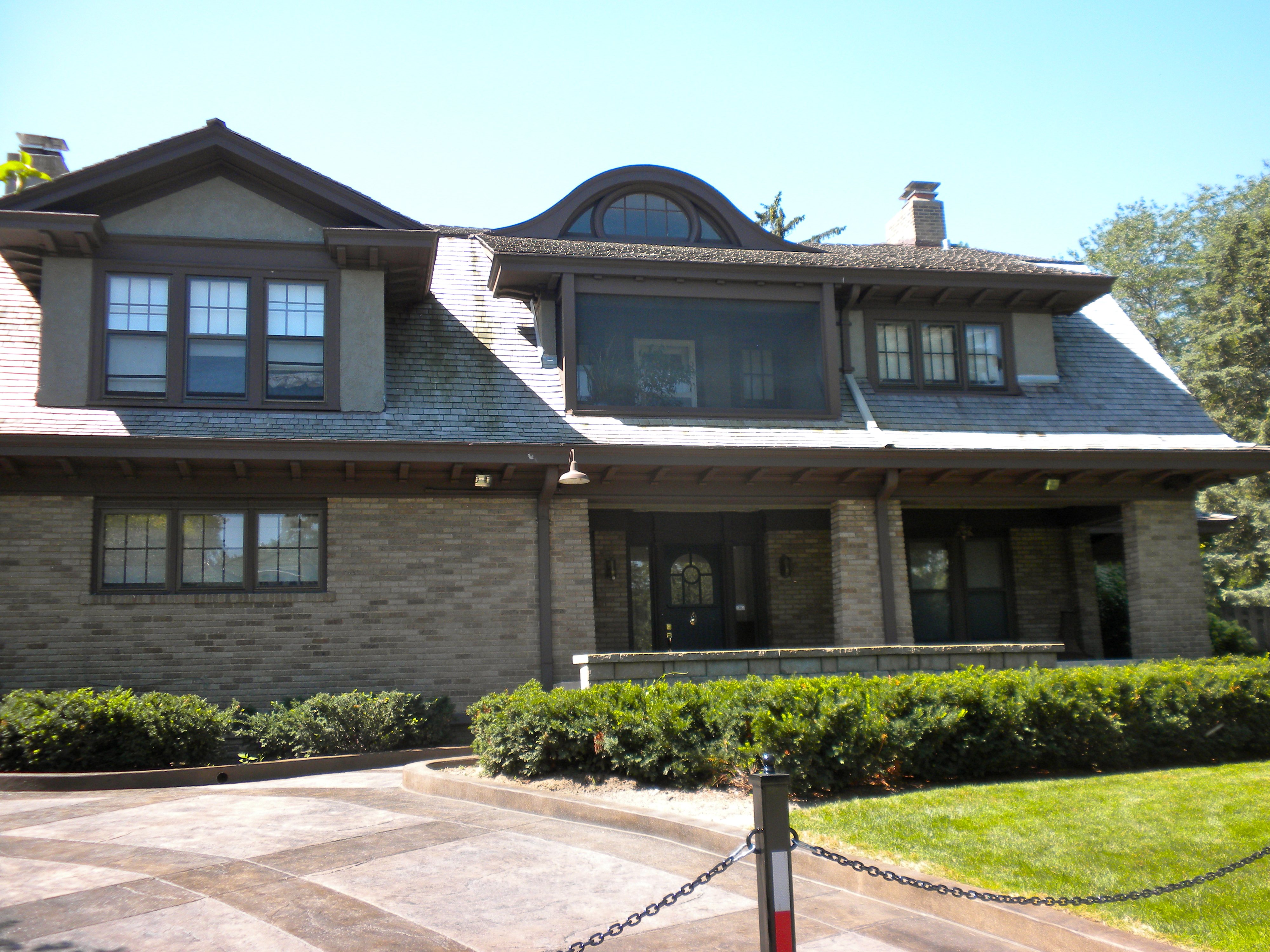
Дім Баффета в Омасі

Во́ррен Е́двард Ба́ффет (англ. Warren Edward Buffett; *30 серпня 1930, Омаха, Небраска) — американський інвестор, філантроп. Один з найуспішніших та найбагатших інвесторів, статки якого на жовтень 2021 року становлять 101,1 млрд дол. США, що робить його 10 найбагатшою людиною в світі. Має прізвиська «Мудрець з Омахи» або «Оракул з Омахи».

## Життєпис
Баффет — засновник холдингової компанії Berkshire Hathaway, у якій він є найбільшим акціонером й виконавчим директором. Його статок 2008 року оцінювався на 62 млрд, а 2019-го — у 82.5 млрд доларів, що робить його третьою найбагатшою людиною у світі після Джеффрі Безоса та Білла Гейтса.
У червні 2006 він зобов'язався віддати фондові Біла та Мелінди Гейтс 10 млн акцій класу Б компанії Berkshire Hathaway. Цей внесок, що на червень 2006 року оцінювався близько 31 млрд дол., є найбільшим благодійним внеском у історії. Фонд, починаючи з 2006 року, щорічно у липні отримуватиме 5 % внеску.
Баффет веде скромний стиль життя. Він досі живе в будинку, який придбав 1958 року за 31,5 тис. дол. (зараз він коштує близько 700 тис.) у центральному районі Омахи Данді. Проте у нього є інша домівка у Лагуна Біч, Каліфорнія у окрузі Оранж.
Його заробіток у компанії поза доходами від інвестицій становить 100 тис. дол. на рік і є незначним порівняно з іншими виконавчими директорами великих підприємств США. 2007 року Баффет потрапив до числа 100 найвпливовіших людей світу від «Форбс».
Баффет має специфічне почуття гумору, він завжди охоче жартує над собою. Серед його найбільш відомих жартів: «Насправді я ношу дорогі костюми, просто на мені вони виглядають дешево».

### Найвідоміше парі у фінансовому світі
Із закінченням 2017 року Баффет оформив свою перемогу над гедж-фондами у парі, яке він уклав 10 років до цього. 2007 року він поставив $ 1 млн, що зростання індексу S&P 500 перевищить вибір активів гедж-фондів протягом 10 років.
Станом на п'ятницю S&P 500 показав річний прибуток 7,1 % за часовий період парі. Кошти гедж-фондів, вибрані «Протеже Партнерз» менеджерами, з якими він уклав парі, отримали 2,1 %.
Кожна сторона спочатку поставила 320 тис. доларів на державні облігації з нульовим купоном, що за їх оцінками до 2018 року мало коштувати 1 млн доларів. Але її було конвертовано в акції класу «B Berkshire Hathaway», адже вартість облігації виросла швидше, ніж очікувалося. 11.200 акцій, які вони придбали в 2012 році, вже коштують 2,2 мільйони доларів.
Баффет давно вказував на проблему з обіцянками геджевих фондів перевершити ринок і їх високі комісійні збори, які відбирають частину прибутку клієнтів.
Він довів свою правоту на обох фронтах.
Активно керовані фонди спостерігали відплив коштів, а пасивні фонди отримали більше після фінансової кризи. Тим часом, велика кількість ETFs зробила інвестування дешевшим і простішим для інвесторів і дозволяє покупки практично будь-якої групи акцій.
«Я думаю, що подвоєння ставки з Ворреном Баффетом на наступні 10 років буде мати більше шансів перемогти», заявив Тід Сейдес, засновник Protégé Partners. «S&P 500 виглядає переоціненим і має великі шанси розчаровувати пасивних інвесторів».
Баффет віддасть призові гроші некомерційній організації «Girls Inc. of Omaha, Nebraska».

## Принципи інвестування
Інвестиційна стратегія Воррена Баффета — система довгострокового ціннісного інвестування, що базується на принципах, сформульованих американським економістом і фінансовим аналітиком Бенджаміном Гремом. Основний підхід Баффета полягає в розгляді акцій не як спекулятивного інструменту, а як частки в реальному бізнесі. Він інвестує виключно в компанії, бізнес-модель яких йому зрозуміла, з прозорою структурою та передбачуваними фінансовими результатами.
Ключову увагу Баффет приділяє компаніям зі стійкою конкурентною перевагою (economic moat), яка може проявлятися у формі сильного бренду, патентного захисту, мережевих ефектів або інших бар’єрів для входу на ринок. Він аналізує стабільність фінансових показників, рівень грошових потоків, боргового навантаження, а також ефективність і доброчесність корпоративного управління.
Центральне місце в його підході займає поняття «запасу міцності» (margin of safety) — інвестор купує активи лише у випадку, якщо їх ринкова ціна істотно нижча за внутрішню вартість, що дозволяє знизити ризики в умовах ринкової невизначеності або помилок в оцінці.
Баффет послідовно дотримується довгострокової стратегії інвестування, часто зберігаючи акції компаній протягом десятиліть. Він уникає короткострокової торгівлі, спекуляцій і технічного аналізу, натомість фокусується на фундаментальній оцінці потенціалу зростання вартості компанії у довгостроковій перспективі.
Особливу перевагу він надає компаніям з високою ліквідністю, низьким рівнем заборгованості та сильними вільними грошовими потоками, що дозволяє їм успішно переживати економічні спади без суттєвих втрат.
Баффет відомий своєю емоційною стабільністю та раціональністю, він не піддається впливу ринкової ейфорії або паніки, а натомість послідовно дотримується власної інвестиційної стратегії. Одним із його принципів є простота — він уникає інвестування в складні, спекулятивні або незрозумілі галузі, зокрема у криптовалюти, віддаючи перевагу прозорим і стабільним бізнес-моделям.
Ще одним важливим критерієм для Баффета є здатність компанії ефективно реінвестувати прибуток, що сприяє зростанню вартості для акціонерів у довгостроковій перспективі.
Інвестиційна стратегія Воррена Баффета є одним із найвпливовіших прикладів фундаментального аналізу на фінансових ринках і залишається предметом вивчення як серед професійних інвесторів, так і серед дослідників поведінкових фінансів.